# Corregimiento de Cuenca
El corregimiento de Cuenca (1580–1777) fue una división territorial del Imperio español en América del Sur que formaba parte del llamado Reino de Quito; siendo un organismo de control administrativo en la jurisdicción de territorios ultramarinos con pertenencia anexa a la Real Audiencia de Quito en la residencia capitular de la actual ciudad ecuatoriana de Santa Ana de los Ríos de Cuenca. Dicho gobierno estuvo supeditado de la misma manera en instancias superiores mediante la división territorial de los Virreinatos del Perú y Nueva Granada. La entidad estaba regida por las leyes del Derecho indiano en la personificación de un cabildo colonial con potestad para notificar y normar los ámbitos civil, militar, económico, político y judicial, los cuales representaban los intereses institucionales de la Monarquía Española y el Consejo de Indias. El Corregimiento provino de la agrupación jurídica de varios dominios aglomerados en la actual Región interandina de la actual República del Ecuador, cuyos orígenes de existencia se definen de la desfragmentación del Corregimiento de Quito y el Corregimiento de Loja, ocurrido esto en posteridad a las anulaciones de las Gobernaciones de Nueva Castilla y Quito de la cual hizo parte la breve Tenencia de Cuenca desde 1557 hasta aproximadamente 1580 cuando se consolidó la autonomía de su jurisdicción.

## Lista de los Corregidores de Cuenca

### sigloXVI-Casa de Austria
- Melchor Vásquez de Ávila, Corregidor y Justicia Mayor nombrado por el Virrey Andrés Hurtado de Mendoza Marqués del Cañete (7 de julio de 1559 - ? ) El Virrey Conde de Nieva le confirmó el 24 de 1561 el cargo de Gobernador de Quijos y la Canela.
- Juan de Salazar de Villasante, Corregidor y Justicia Mayor de Quito, Cuenca, Guayaquil y Puerto Viejo (9 de febrero de 1563 – 6 de marzo de 1564)
- Alonso Manuel de Anaya, Corregidor y Justicia Mayor de Quito, Cuenca, Guayaquil y Puerto Viejo (6 de marzo de 1564 – ?)
- Luis Toledo y Pimentel, corregidor y justicia mayor de Loja, Zamora, Jaén y Cuenca ( 20 de febrero de 1566 – 1568) nombrado por Lope Garcia de Castro presidente de la Real Audiencia de Lima.
- Capitán Francisco de Grado, corregidor y justicia mayor de Loja, Zamora, Jaén y Cuenca ( ? - 25 de diciembre de 1576) nombrado por el Virrey Francisco Álvarez de Toledo.
- Juan de Salinas Loyola Corregidor y Justicia Mayor de Loja, Zamora, Jaén y Cuenca (26 de septiembre de 1576 – 28 de enero de 1578) nombrado por el Virrey Francisco de Toledo. Desempeñó al mismo tiempo los cargos de Gobernador de Yaguarzongo y Bracamoros, por lo que una sentencia del Fiscal de la Audiencia de Quito Gaspar de Peralta le obligó a renunciar de sus cargos públicos.
- Ruy López de Trujillo, Corregidor y Justicia Mayor(6 de julio de 1579 – 14 de diciembre de 1579) nombrado provisionalmente por la Audiencia de Quito.
- Capitán Hernando de Barahona, Corregidor y Justicia Mayor de la ciudad de Cuenca (14 de diciembre de 1579 – tras su muerte el 20 de abril de 1580) nombrado el 14 de diciembre de 1579 por el Virrey Francisco de Toledo y ocurre la separación de los cabildos de Loja, Zamora y Jaén con el de Cuenca para institucionalizarse autónomo y dirigirse con jurisdicción propia.
- García de Paredes Ulloa, Corregidor y Justicia Mayor además de Capitán General de la ciudad de Cuenca y su distrito, para su defensa por tierra y por mar ( 4 de septiembre de 1580 - ?) nombrado por la Audiencia de Quito el 15 de julio de 1580.
- Antonio Bello Gayoso, Corregidor y Justicia Mayor (24 de marzo de 1581 - 25 de noviembre de 1586) nombrado por el Virrey Francisco de Toledo el 1 de marzo de 1581.
- Capitán Pedro de Castro, Corregidor y Justicia Mayor (25 de noviembre de 1586  - 3 de octubre de 1589) nombrado con prorrogaciones del Virrey Conde del Villar Dompardo Fernando Torres y Portugal.
- Doctor Sebastián de Mendoza, Corregidor y Justicia Mayor (3 de octubre de 1589 - 8 de octubre de 1589) nombrado por el Virrey del Villar Dompardo el 28 de abril de 1589. Su administración estuvo caracterizada por apenas una duración de cinco días debido a que el Capitán Pedro Elrromo de Velasco había dirigido una carta desde Guayaquil fechada el 28 de agosto de 1589 donde comunicaba que el Rey Felipe II le daba por merced el Corregimiento de Cuenca.
- Capitán Pedro Elrromo de Velasco, Corregidor y Justicia Mayor  (8 de octubre de 1589 - 19 de diciembre de 1595) nombrado por el Consejo de Indias y el Rey Felipe II en Madrid el 11 de noviembre de 1586.
- Capitán Juan Velásquez Dávila, Corregidor y Justicia Mayor (19 de diciembre de 1595 – 10 de mayo de 1597) nombrado por el Virrey Don García Hurtado de Mendoza.
- Capitán Pedro Elrromo de Velasco, Corregidor y Justicia Mayor Segundo Periodo (10 de mayo de 1597 -  14 de septiembre de 1600 tras su muerte) nombrado nuevamente por el Virrey Don Luis de Velasco y Castilla.

### sigloXVII-Casa de Austria
- Pedro Elrromo de Velasco El Mozo (hijo del anterior), Corregidor y Justicia Mayor (14 de septiembre de 1600 – 19 de junio de 1603) con la titulación de su padre le fue confirmado su título desde El Callao el 27 de julio de 1600 por el Virrey Marqués de Salinas del Río Pisuerga.
- Juan de Montoya Corregidor y Justicia Mayor (19 de junio de 1603 – 24 de abril de 1608) nombrado por Felipe III en Valencia (España) el 15 de marzo de 1599.
- Capitán Martín de Ocampo, Corregidor y Justicia Mayor (24 de abril de 1608 – 20 de septiembre de 1611)
- Capitán Antonio de Villacís Caballero de la Orden de Calatrava, Corregidor y Justicia Mayor (20 de septiembre de 1611 – 10 de julio de 1612; mediante una renuncia oficial a motivo de trasladarse a residir en Loja y habérsele encargado dicho corregimiento con la Alcaldía Mayor de las Minas de Zaruma, encargando provisionalmente al Teniente Don Antonio de Naveros) nombrado por el Rey Felipe III el 20 de diciembre de 1610.
- Cosme de Torres y Guzmán Vecino de Loja, Corregidor y Justicia Mayor (13 de julio de 1612 – 8 de febrero de 1613 y en consecuencia de su restablecimiento en el cargo no hay mayor información por perdida documental acerca de la administración del cabildo sin dar conocimientos quien le sucedió en el mando o fueron sus sucesores legítimos)nombrado por el Virrey Juan de Mendoza y Luna Marqués de Montesclaros el 12 de mayo de 1612.
- Maestre de Campo Gonzalo Fernández de Miranda, Corregidor y Justicia Mayor (27 de abril de 1620 - ?)
- Capitán Antonio de Pinoargote, Corregidor y Justicia Mayor hacia 1623.

Vacío de Información por perdida e inexistencia de documentación que respalde el sustento de quienes ejercieron el cargo de Corregidores y Justicia Mayor desde 1623 hasta 1640. 
- Juan María de Guevara y Cantos, Corregidor y Justicia Mayor entre 1640 y 1641.

Ausencia de Información acerca de los corregidores nombrados hasta el año de 1659. 
- José de Andrade y Benavides Caballero de la Orden de Santiago y Señor de la Villa de Salas de Rivera Corregidor y Justicia Mayor (hacia 1 de enero de 1659 -  7 de abril de 1663) nombrado por el Rey Felipe.
- Bernardino de Espinoza y Alvear, Corregidor y Justicia Mayor (7 de abril de 1663 –24 de julio de 1666 )nombrado por el Rey Felipe IV en Madrid a 6 de abril de 1658.
- Gobernador Manuel de Cereceda Ponce de León Caballero de la Orden de Alcántara, Corregidor y Justicia Mayor (24 de julio de 1666 – 1 de febrero de 1673) nombrado por el Rey Felipe IV en Madrid a 15 de junio de 1663.
- Capitán Miguel de Noroña, Corregidor y Justicia Mayor (1 de febrero de 1673 – 1677 ) nombrado por el Rey Carlos II en Madrid a 9 de septiembre de 1670.
- Capitán Pascual de Iriarte, Corregidor y Justicia Mayor (1677 – 21 de agosto de 1682)
- Gobernador Francisco Juan de Rada y Alvarado, Capitán de Guerra desde el 22 de septiembre de 1683 dado por el Virrey Melchor de Navarra y Rocafull, Corregidor y Justicia Mayor (21 de agosto de 1682 – 21 de agosto de 1687) nombrado por el Rey Carlos II en Madrid a 31 de octubre de 1680. Presidió la Junta de Guerra de la Ciudad reunida el 30 de abril de 1687 para socorrer la Plaza del Corregimiento de Guayaquil con 100 hombres a petición del Corregidor porteño Fernando Ponce de León después de haber ocurridos los ataques piratas a dicha ciudad el 2 de abril de 1687.
- General Juan Garivaldo Frías, Corregidor y Justicia Mayor (21 de agosto de 1687 – consta aproximadamente hacia el 4 de septiembre de 1692) nombrado por el Rey Carlos II en Madrid a 25 de noviembre de 1682 y con certificado de aceptación dado en los Reyes el 26 de mayo de 1687.
- General Pedro Nieto de Rivera, Corregidor y Justicia Mayor (consta aproximadamente hacia el 4 de septiembre de 1692 – hacia el 5 de mayo de 1703).

### sigloXVIII-Casa de Borbón
- Capitán Ricardo Guillén Moriel Corregidor y Justicia Mayor (consta inscrito hacia el 5 de mayo de 1703 – 1709)
- Ambrosio Pérez Romero Corregidor y Justicia Mayor (consta inscrito hacia 1709 – 13 de octubre de 1713) el 8 de mayo de 1709 se comparece el cabildo con la Junta de Guerra de la Ciudad por la solicitud de ayuda escrita por el Corregidor de Guayaquil Jerónimo de Boza y Solís y Pachecopara pedir al vecindario socorrer dicho puerto con la contribución de bastimentos en la manutención de las gentes perjudicadas por la invasión de los piratas del enemigo inglés Woodes Rogers y Etienne Courtney ocurrido en el asedio del 2 de mayo de 1709.
- Gobernador de las Armas Juan Antonio de Aguirre, Corregidor y Justicia Mayor (13 de octubre de 1713 – por merced del Felipe V; su administración se dilató con nombramiento intermedio fechado el 27 de marzo de 1706 hasta el 26 de julio de 1720 en calidad de benefactor por la pronta muerte del Corregidor electo para sucederle el General Jacinto Pérez Sánchez de Orellana en la potestad de la viuda de este Teresa de Riofrío y Peralta con una cédula obtenida el 21 de febrero de 1712, quien había hecho donativos a la corona de 1000 pesos y asimismo obtuvo dos nombramientos de cinco años cada uno en un periodo de diez años por parte de Felipe V y concediéndosele el poder de elegir a quien quisiere como Corregidor de Cuenca, lo que recayó en beneficio de este Corregidor y su sucesor) en primera instancia fue nombrado por el Virrey Obispo de Quito Diego Ladrón de Guevara.
- General Francisco Pareja, Corregidor y Justicia Mayor (26 de julio de 1720 – 28 de septiembre de 1726) Siendo segundo benefactor escogido por la viuda del General Jacinto Pérez Sánchez de Orellana, Doña Teresa de Riofrío y Peralta para ejercer el Corregimiento. Nombrado con el segundo nombramiento de Felipe V fechado el 14 de abril de 1707.
- General Juan de Valcárcel y Melgarejo Caballero de la Orden de Santiago, Alférez Mayor y Regidor Perpetuo de la Ciudad de Lorca en el Reino de Murcia, ex Corregidor de Loja (1703 – 1704), Corregidor y Justicia Mayor (28 de septiembre de 1726- 20 de julio de 1732).
- General Vicente de Luna Victoria, Corregidor y Justicia Mayor (20 de julio de 1732 – 7 de julio de 1738) nombrado por el virrey Antonio José de Mendoza Caamaño y Sotomayor.
- General Matías Dávila y Orduño, Corregidor y Justicia Mayor (7 de julio de 1738 – 24 de julio de 1742) nombrado por el virrey Antonio José de Mendoza Caamaño y Sotomayor en los Reyes a 22 de febrero de 1738. Durante su administración se tuvo noticia de la posible presencia de piratas a la plaza de Guayaquil por el Golfo que sería comandada por el enemigo inglés George Anson tras una carta del Corregidor porteño Capitán General Don Pedro de Echevers y Zubiza leída en el cabildo abierto el 5 de mayo de 1741, ordenando que se llevaran bastimentos de harinas y azúcares, se prestaran 2.000 pesos de la Caja Real para los recaudos en la defensa y armamentos además de alistarse cien hombres.
- General Luis de Andrade y Zárate, Corregidor y Justicia Mayor (24 de julio de 1742 – hacia el 2 de junio de 1744) nombrado por el Virrey de la Nueva Granada Sebastián de Eslava.
- General Juan Tello de la Chica, Corregidor y Justicia Mayor (consta inscrito hacia el 2 de junio de 1744 por su nombramiento por el Rey –  24 de octubre de 1757 tras su muerte con el interinazgo de su Teniente de Corregidor Francisco de Veintimilla Zurita)
- Miguel de la Peña fue nombrado de forma simbólica por el Rey Fernando VI sin tenerse conocimiento de su naturalidad, pero a motivo de ser vecino de la ciudad las Leyes de Indias le impidieron ejercer el cargo y posesionarse compareciendo ante el cabildo que acogió el fallo del Consejo de Indias de no permitirle la juramentación de sus funciones como Corregidor a partir de la noticia leída el 12 de noviembre de 1757, fecha en la que asimismo consta la extensión del interinazgo del Teniente de Corregidor Francisco de Veintimilla Zurita hasta el 4 de diciembre de 1758.
- General Juan Miguel Nicolay Pérez de Vargas vecino de la Ciudad de Panamá, Corregidor y Justicia Mayor (4 de diciembre de 1758 – 30 de agosto de 1759 y desde el 21 de enero de 1761 hasta el 27 de junio de 1763 ) nombrado por el Virrey de Santa Fe José Solís Folch de Cardona el 23 de octubre de 1758.
- Interinazgo del Teniente General de Corregidor Sargento Mayor José Apolinario de Torres Cabrera Barba (30 de agosto de 1759 – 21 de enero de 1761) nombramiento autorizado con la aprobación del Virrey de Santa Fe José Solís Folch de Cardona.
- Joaquín de Merizalde y Santisteban, Corregidor y Justicia Mayor  (27 de junio de 1763 – 23 de septiembre de 1767) nombrado por el Virrey de la Nueva Granada Pedro Mesía de la Cerda y obtuvo una prórroga en favor suyo de dos años. En su administración se redactó la obra: Relación Histórica, Política y Moral de la Ciudad de Cuenca.
- Francisco Tréllez y Valdepares Caballero de la Orden de Santiago y Capitán de las Milicias españolas como subalterno del Regimiento de Nobleza de los Reyes, Corregidor y Justicia Mayor (23 de septiembre de 1767 – 23 de septiembre de 1775) nombrado por el Rey Carlos III en Madrid a 20 de julio de 1765. Durante su administración fue acusado de cuestionar a la fe católica y a la moralidad siendo restituido en dicho cargo hacia finales de 1770, por cuanto el interinazgo lo ejerció en su ausencia el teniente general Joseph de Urigüen y Saldumbide, a motivo de haber sido el Corregidor calumniado por sus supuestos comentarios indecentes e inmorales y detenido por aquello compareció en Lima ante el Tribunal del Santo Oficio, en lo cual del procedimiento salió libre de penas sin ninguna culpa y se le comprobó la mentira que escondían los malvados alegatos cuyos autos adujeron infamándole y consiguiendo explicarse la inocencia impecable de su experimentado sano juicio. El Virrey del Perú Manuel de Amat y Junient por su parte escribió que pudo reivindicar su conducta y destruir la calumnia, consiguiendo entera absolución.
- Tesorero Álvaro de León, Corregidor y Justicia Mayor (23 de septiembre de 1775 – 10 de septiembre de 1777 ) nombrado por el Virrey de Nueva Granada Manuel Guirior. Fue el último Corregidor de Cuenca, debido a que en el cabildo se conoció una noticia desde Cartagena de Indias fechada el 6 de junio de 1777 que exclamaba la nueva titulación en Gobernador y la supresión del Corregimiento por la de Gobernación.